# Delias bobaga
Delias bobaga är en fjärilsart som beskrevs av Van Mastrigt 1990. Delias bobaga ingår i släktet Delias och familjen vitfjärilar. Inga underarter finns listade i Catalogue of Life.